# Luigi Acquisti
Luigi Antonio Acquisti (Forlì, 1745 – Bologna, 1823) è stato uno scultore italiano, noto soprattutto per le sue opere in stile neoclassico.

## Biografia
Ricevette le prime impressioni di opere scultoree nella sua città natale, dove poté ammirare, tra l'altro, capolavori di Antonio Rossellino, di Francesco di Simone Ferrucci da Fiesole, di Tommaso Fiamberti. Si recò quindi a studiare all'Accademia pontificia di Bologna, sotto l'influenza di Giuseppe Maria Mazza e di Angelo Piò, ed eseguì in quella città le sue prime opere.
Trasferitosi, agli inizi del XIX secolo, a Roma, vi assorbì lo stile del Neoclassicismo, soprattutto ad opera di Antonio Canova, abbandonando il precedente stile settecentesco. Nel 1803 venne ammesso nell'Accademia di San Luca. È sepolto nel Chiostro I della Certosa di Bologna.

## Opere

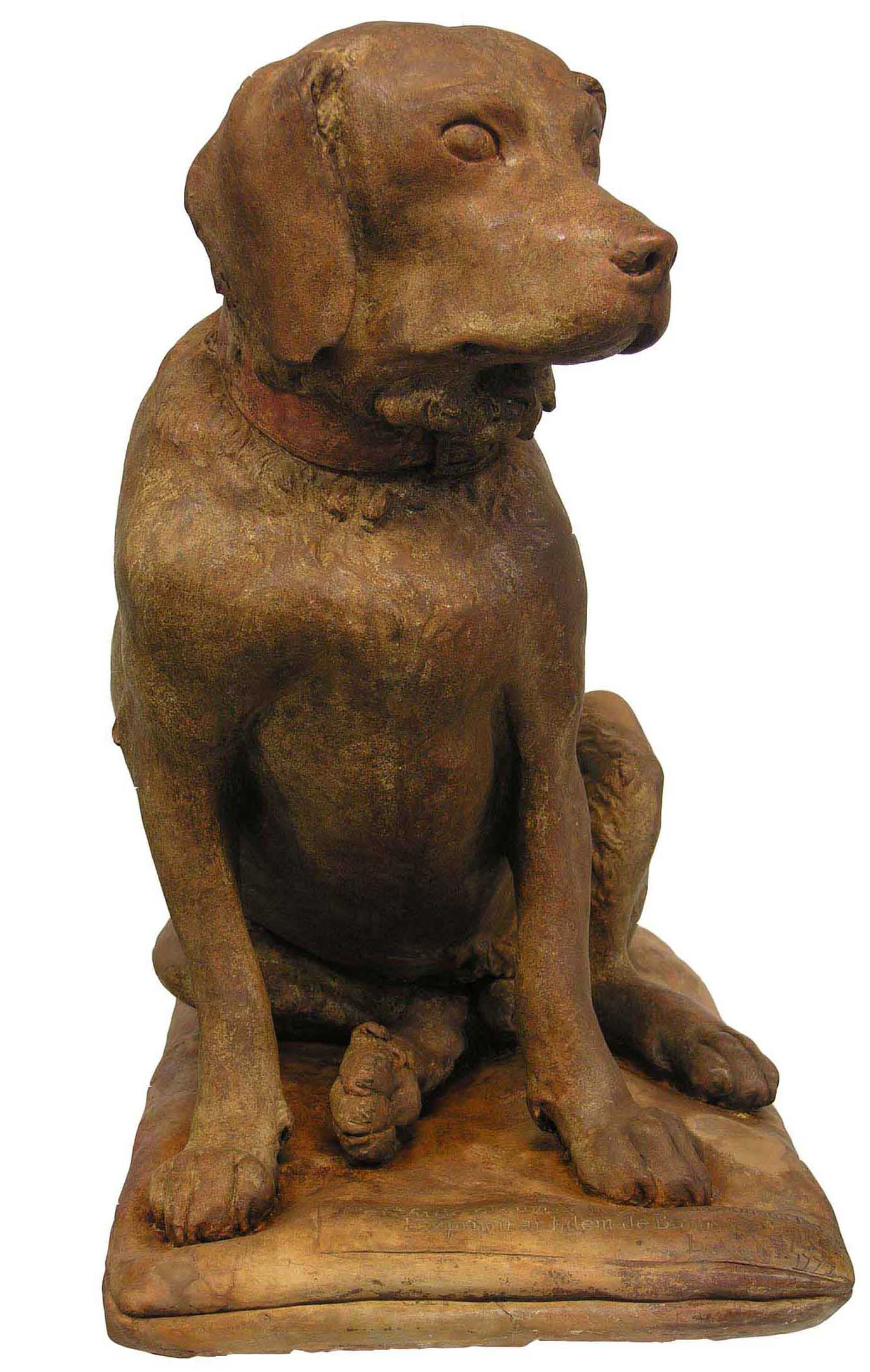
Statua del cane Tago

- Forlì: nella Chiesa di San Filippo Neri, quattro grandi statue collocate all'incrocio della navata centrale col transetto, a rappresentare: L'Umiltà, L'Amore del prossimo, La Carità, Il Disprezzo delle grandezze terrene (1780 circa);
- Milano: statue della Vecchia Legge (David e Profeta Gioacchino) sulla facciata del Duomo di Milano;
- Milano: bassorilievi dell'Arco della Pace (Storia - Poesia - Occupazione di Parigi e Congresso di Praga terminato però da Francesco Somaini per la sopraggiunta morte dell'Acquisti);
- Milano: dopo essere stata dal 1902 al 2010 nella Villa Reale (o Villa Belgiojoso Bonaparte), ora è alla Pinacoteca di Brera Atalanta (1806)[1]
- Oldenburg, Germania: busto di Federico Augusto I di Holstein-Oldenburg (1794), chiesa luterana di San Lamberto.[2]
- Orvieto: statua di San Giovanni Battista (1821), sul Fonte Battesimale all'interno del Duomo;
- Roma: stucchi iliadici e statua di Achille nel Palazzo Braschi (già compiuti nel 1806);
- Tremezzina (Como), sul Lago di Como: a Villa Carlotta, il gruppo scultoreo Venere trattiene Marte;
- Bologna: in via Oberdan 24, la statua del cane Tago. L'opera è stata restaurata nel 2008;
- Bologna: nella cupola del Santuario di Santa Maria della Vita (1787) le quattro Sibille: Cumana, Frisia, Eritrea e Persica.
- Bologna: nel Cimitero monumentale della Certosa di Bologna, sculture per vari monumenti funerari:

Luigi Acquisti, Chiostro I, nel braccio a sud
Monti Bendini, Chiostro V detto Maggiore, braccio a nord
Domenico Accursio, Sala Ellittica